# Casato di Laval

Lo stemma dei Laval; il loro motto era Eadem mensura (della stessa misura)

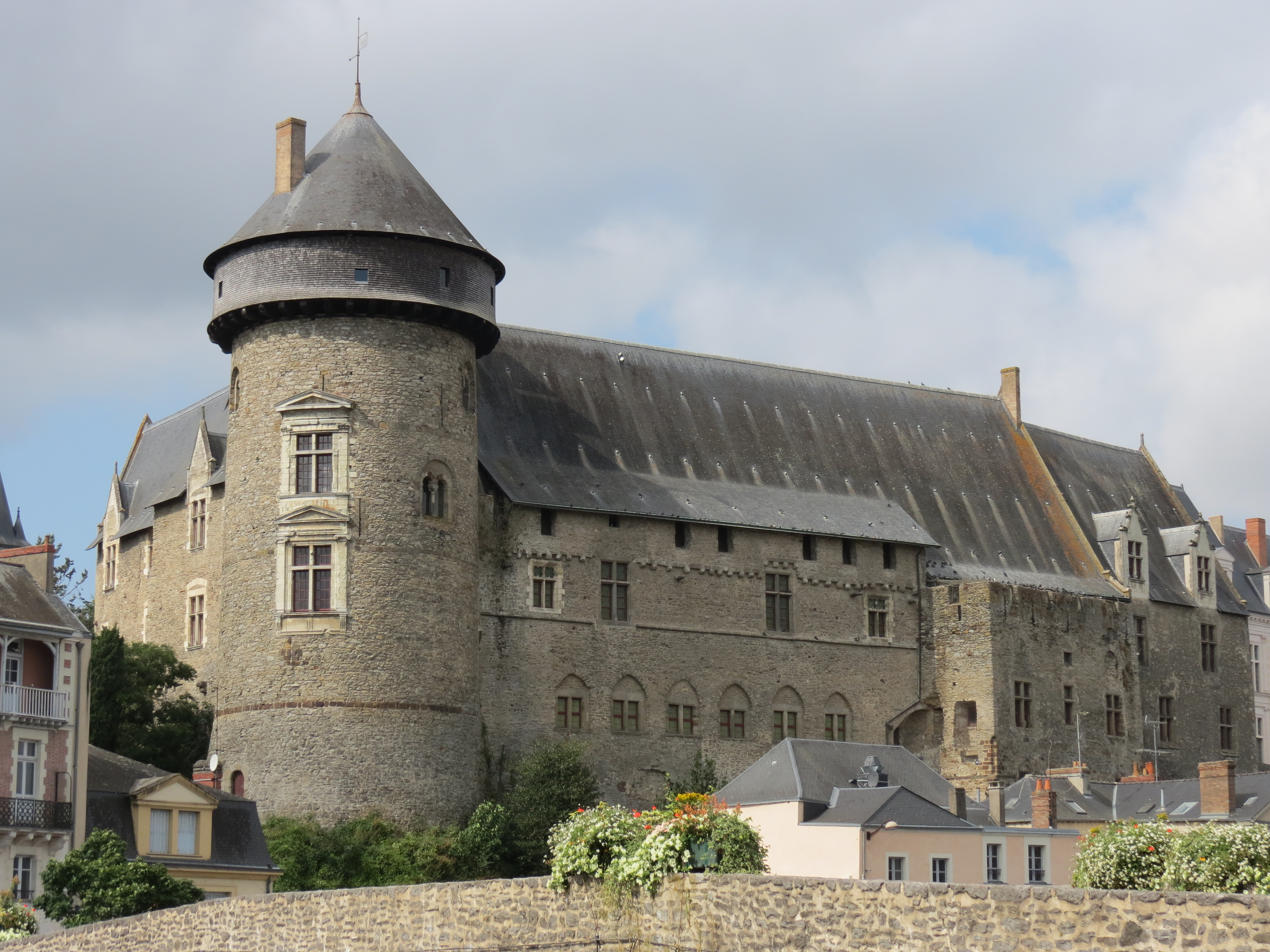
Il castello a Laval

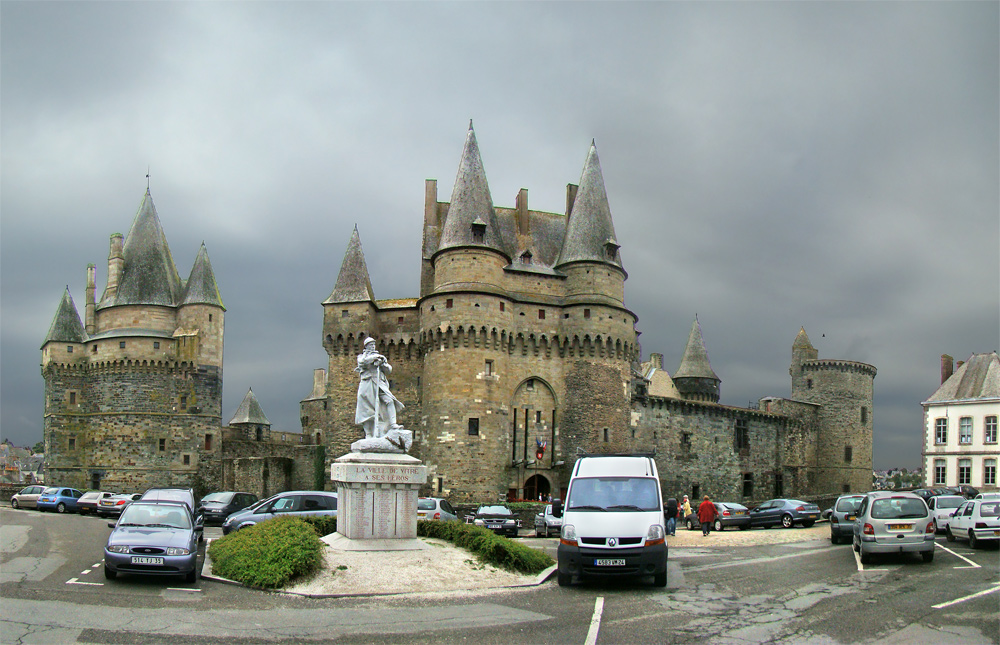
Il Castello di Vitré, in Bretagna

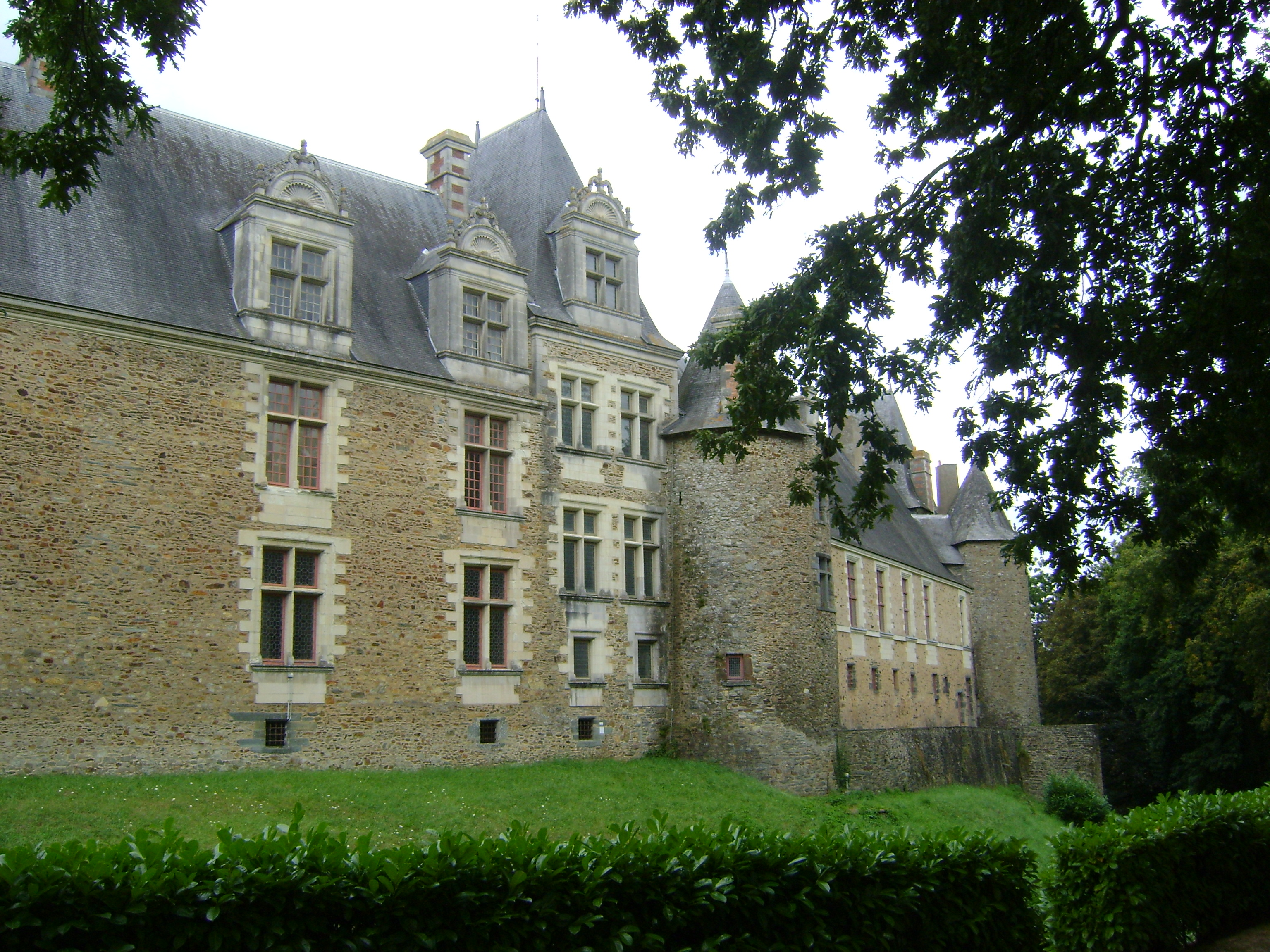
La navata rinascimentale del castello di Châteaubriant

Il Casato di Laval è una famiglia di baroni, in seguito conti, originari della città di Laval, localizzata nel nord-est della Francia, parte delle province del Maine prima della rivoluzione francese. I Laval furono una delle più potenti famiglie del Maine durante il Medioevo ed ebbe anche una presenza in Bretagna, dove il loro prestigio fu simile a quello dei Rohan. Il Casato di Laval giocò un ruolo significante nella storia bretone e durante la guerra dei cento anni e le guerre di religione francesi. Favorirono anche il rinascimento francese nel nord-est della Francia, costruendo diversi castelli. L'ultimo erede maschio morì durante il XVII secolo, ed i suoi possedimenti andarono al Casato di La Trémoille.
François de Laval fu il primo vescovo cattolico del Québec; la città di Laval, e l'Università Laval furono chiamate in suo onore.

## Rami e titoli
Il Casato di Laval apparve durante il primo quarto dell'XI secolo. La sua origine non è chiara e il primo barone menzionato è Guy Ist. Il ramo diretto si estinse nel 1211, dopo la morte di Guy VI. Sua sorella, Edme, aveva in precedenza sposato Matthieu II di Montmorency con un contratto che prevedeva che il suo primo figlio maschio doveva assumere il nome e le armi dei Laval.
Il ramo dei Montmorency-Laval si estinse nel 1412 con Guy XII. La sua erede, Anne, sposò Jean de Montfort con un accordo simile a quello di Edme. Quindi, i suoi eredi assunsero il nome di Laval.
Il ramo dei Montfort-Laval cominciò con Jean de Montfort, soprannominato Guy XIII del Laval, che morì nel 1415, e terminò con Guy XVII nel 1547.
Il ramo di Rieux-Laval cominciò con Louis de Sainte-Maure, che sposò la bisnipote di Guy XVI de Laval. Questo ramo si estinse con Guy XX, ucciso in Ungheria nel 1605.
I possedimenti dei Laval andarono ai La Tremoille, che fermarono la tradizione medievale, secondo cui tutti i conti di Laval devono essere chiamati "Guy".

## Membri noti
- Gilles de Montmorency-Laval (1404–1440), compagno d'armi di Giovanna d'Arco ed ispiratore del "Barbablù" di Charles Perrault
- Guy XIII de Laval (1385–1414)
- Guy XIV de Laval (1406–1486)
- André de Laval-Montmorency (c. 1408 – 1485), Maresciallo di Francia.
- Henri II de Montmorency (1595–1632), comandante militare
- François de Montmorency-Laval, primo vescovo del Quebec
- Louis-Joseph de Montmorency-Laval, vescovo di Metz
- Mathieu de Montmorency (1767–1826), statista durante la rivoluzione francese e la restaurazione borbonica